# Hitoši Sugai
Hitoši Sugai (japonsky 須貝　等), (* 29. prosince 1962 ve Furubiře, Japonsko) je bývalý japonský zápasník – judista.

## Sportovní kariéra
Judu se věnoval vrcholově jako student univerzity Tókai v Tokiu. V japonské seniorské reprezentaci se prosadil v roce 1985 v polotěžké váze. V roce 1988 měla jeho rivalita Korejcem Ha Hjong-čuem vygradovat ve finále olympijských her v Soulu. Jeho naděje však vzal hned v prvním zápase Francouz Stéphane Traineau a podobně v prvním kole skončil i jeho hlavní rival. Sportovní kariéru ukončil v roce 1990. Věnuje se manažerské práci v oblasti sportu.
```
Tokui-waza - Učimata
```

## Výsledky
| Turnaj            | 1985           | 1986           | 1987           | 1988           | 1989           |
| Turnaj            | 23             | 24             | 25             | 26             | 27             |
| Turnaj            | pololehká váha | pololehká váha | pololehká váha | pololehká váha | pololehká váha |
| ----------------- | -------------- | -------------- | -------------- | -------------- | -------------- |
| Olympijské hry    |                |                |                | úč.            |                |
| Mistrovství světa | 1.             |                | 1.             |                | úč.            |
| Asijské hry       |                | 2.             |                |                |                |